# Detlef Krüger

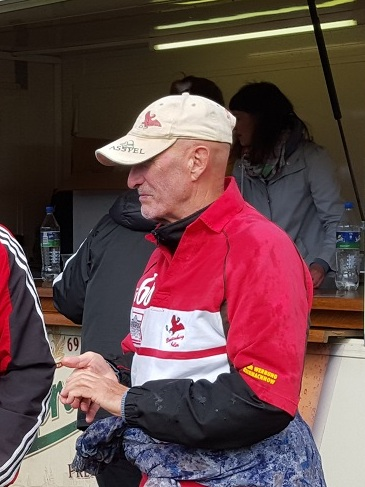
Detlef Krüger 2016 am Rande eines Rugbyspiels des USV Potsdam

Detlef Krüger (* 6. Juli 1943) ist ein ehemaliger deutscher Rugby-Union-Spieler, Trainer, promovierter Pädagoge und Hochschullehrer. Er war Nationalspieler und -trainer in der ehemaligen DDR.

## Leben und Wirken
Detlef Krüger wuchs in Hennigsdorf auf und begann im Schulalter mit dem Rugby bei der BSG Stahl Hennigsdorf, dem Spitzenverein in der damaligen DDR. Er wechselte studienbedingt nach Potsdam, wo er bei der dortigen Hochschulgruppe und bei der SG Dynamo Potsdam, dem heutigen USV Potsdam, spielte. Mit der SG Dynamo gewann er 1975 den Pokal des Deutschen Rugby-Sportverbandes der DDR. Auch etablierte sich die Dynamo als Spitzenmannschaft in der Oberliga und konnte einige zweite und dritte Plätze in der Meisterschaft erringen.
Darüber hinaus stand Krüger einmal im Aufgebot der Rugby-Union-Nationalmannschaft der DDR. Nachdem 1972 der langjährige Nationaltrainer Erwin Thiesies vom Amt zurückgetreten war, übernahm der erst 29-jährige Detlef Krüger den Posten. Er sollte ihn elf Jahre, bis 1983, ausüben. Krüger arbeitete als Sportdozent zunächst an der Pädagogischen Hochschule Potsdam und ab 1991 bis 2002 an der Universität Potsdam. Er betreute auch nach seinem offiziellen Ausscheiden aus der Universität unter anderem die Rugbysportkurse an den Hochschule. Unter seinem Training gewannen Mannschaften wiederholt die Deutschen Hochschulmeisterschaften. So siegte das von ihm trainierte Herrenteam 2001 und 2002 und die Damenmannschaft 2007, 2008 und 2017. Zeitweise übernahm Krüger auch die Betreuung des Herrenteams des Universitätssportvereins.